# 新浦安駅

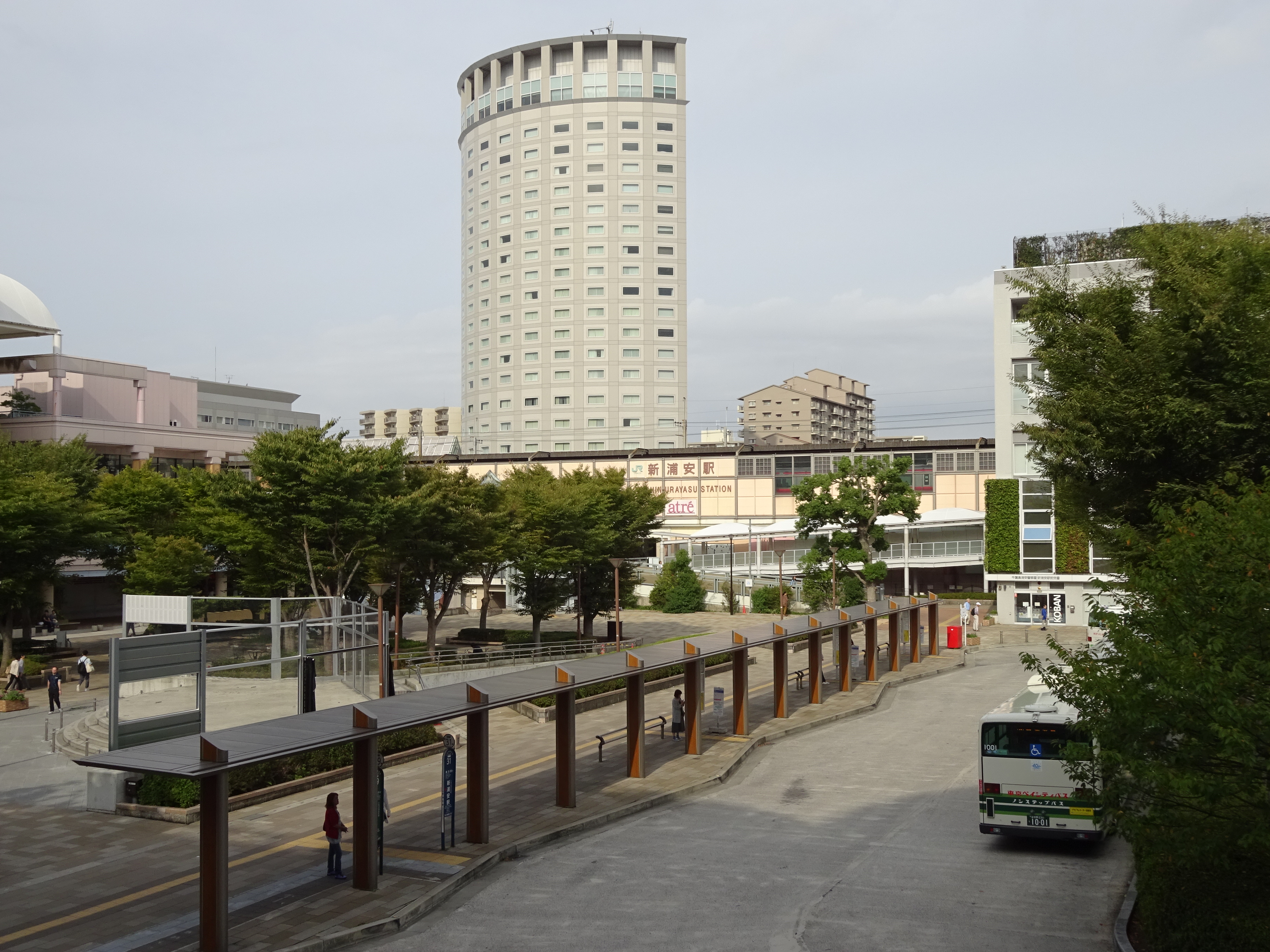
南口（2017年9月）

新浦安駅（しんうらやすえき）は、千葉県浦安市入船一丁目にある、東日本旅客鉄道（JR東日本）京葉線の駅である。駅番号はJE 08。京葉線の列車のほか、西船橋駅から武蔵野線に乗り入れる列車も停車する。

## 歴史
- 1988年（昭和63年）12月1日：開業[1][2]。
- 1993年（平成5年）2月26日：駅ビル「アトレ新浦安」オープン[3]。
- 2001年（平成13年）11月18日：ICカード「Suica」の利用が可能となる[広報 1]。
- 2002年（平成14年）12月7日：アトレ口改札新設。
- 2006年（平成18年）8月25日：発車メロディを導入。
- 2019年（令和元年）8月31日：この日をもってびゅうプラザが営業を終了[4]。
- 2020年（令和2年）11月27日：JR東日本の改札内に駅ナカシェアオフィス「STATION BOOTH」が開業[5]。

## 駅構造
島式ホーム2面4線を有する高架駅。駅舎は高架下にある。
新浦安営業統括センター所在駅かつ直営駅（所長兼駅長配置）であり、舞浜駅 - 千葉みなと駅間を当統括センターの管理エリアとし管理駅として市川塩浜駅・二俣新町駅と千葉みなと駅から海浜幕張駅までの各駅を管理している（南船橋駅は新習志野駅が管理）。みどりの窓口・自動券売機・指定席券売機・自動改札機・自動精算機などの設置駅。
緩急結合・緩急分離が可能な配線で、内側の2・3番線が本線、外側の1・4番線が副本線として使用されており、同一ホーム上での乗り換えが可能である。
高架下にアトレ新浦安を併設しており、直結の改札口が設置されている。2層構造で延べ床面積は16,880平方メートルある。

### のりば
| 番線 | 路線     | 方向 | 行先                   |
| ---- | -------- | ---- | ---------------------- |
| 1・2 | 京葉線   | 下り | 海浜幕張・蘇我方面     |
| 1・2 | 武蔵野線 | -    | 西船橋・新松戸方面     |
| 3・4 | 京葉線   | 上り | 舞浜・新木場・東京方面 |

（出典：JR東日本:駅構内図）

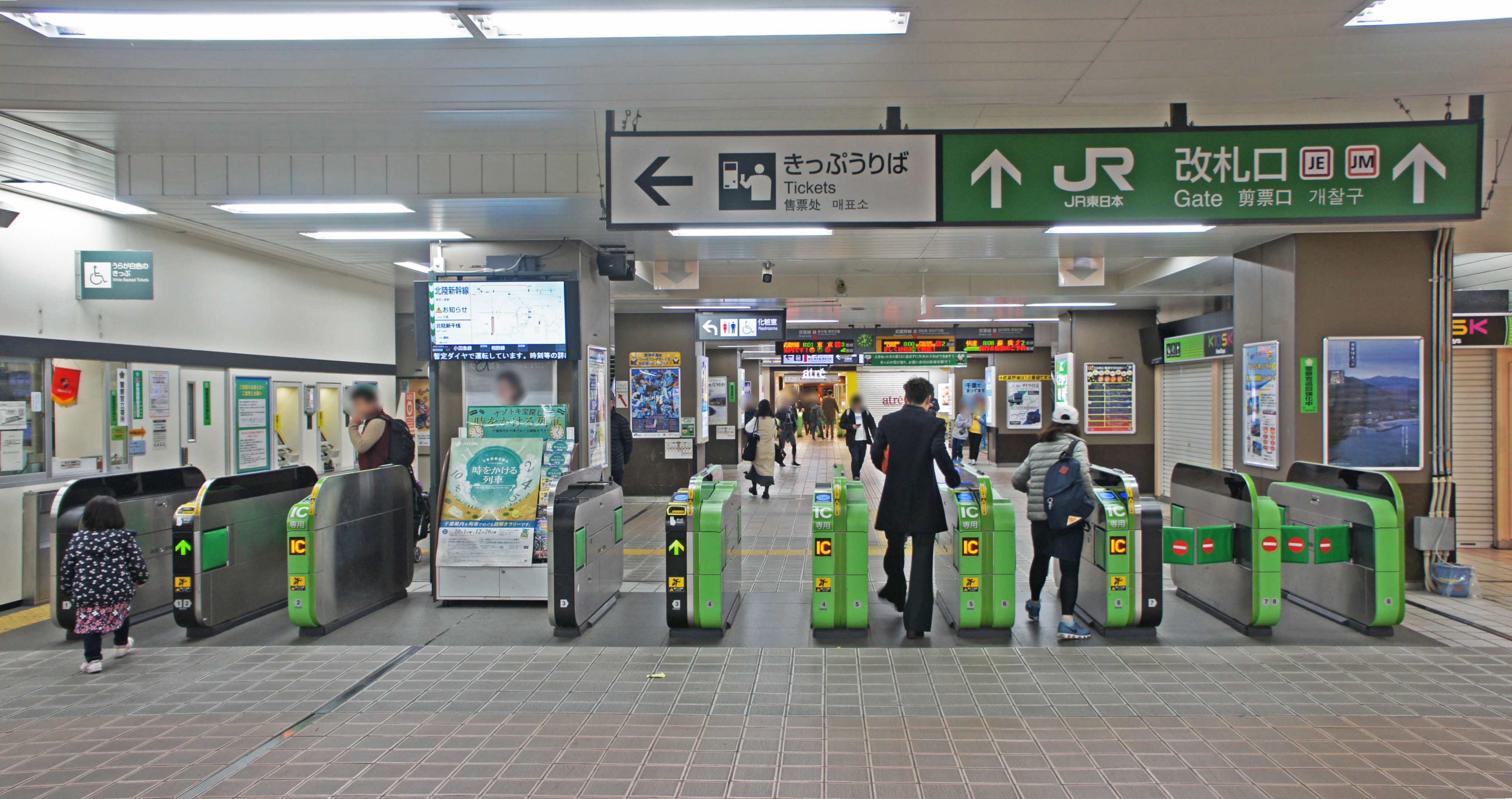
改札口（2019年12月）
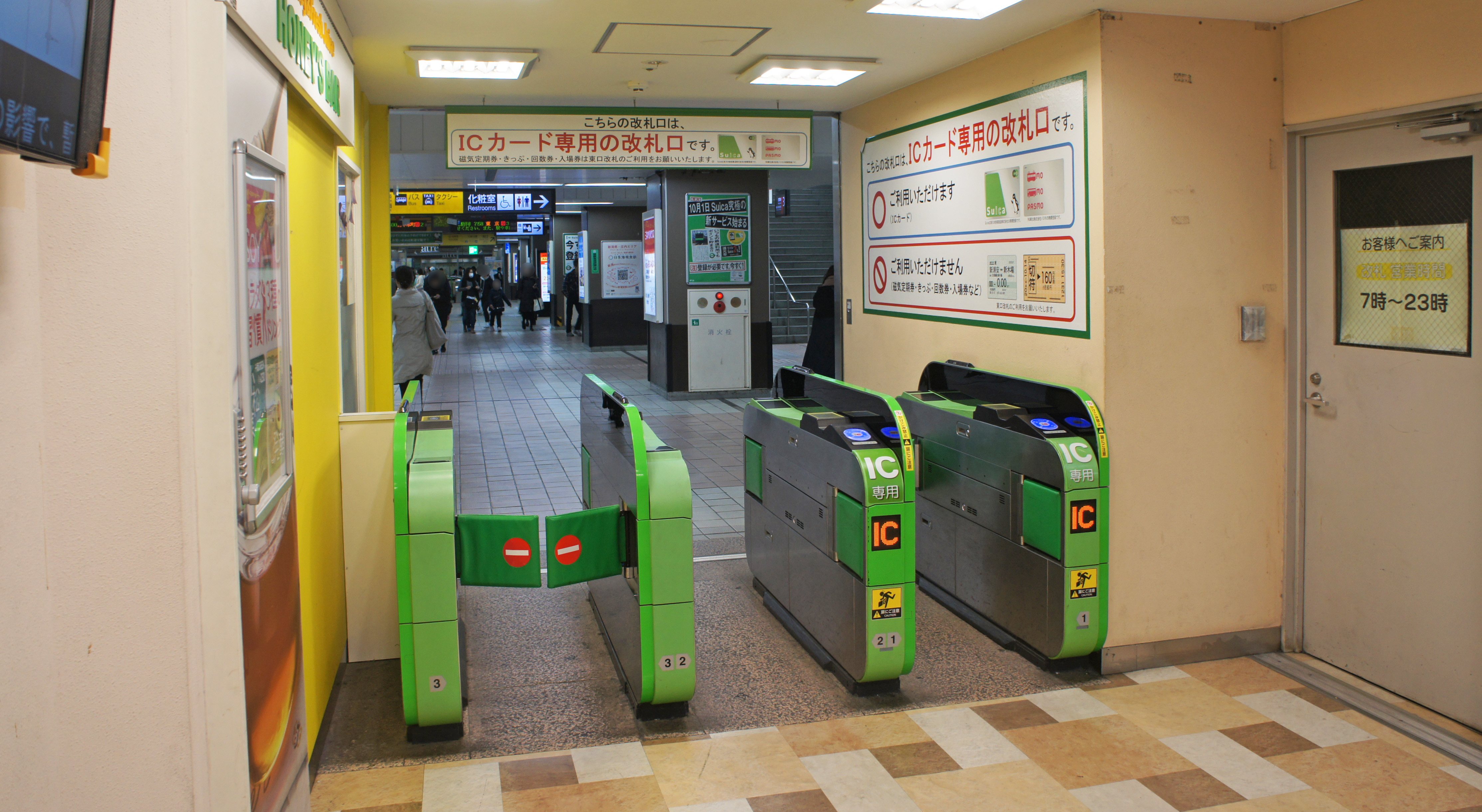
アトレ口改札（2019年12月）
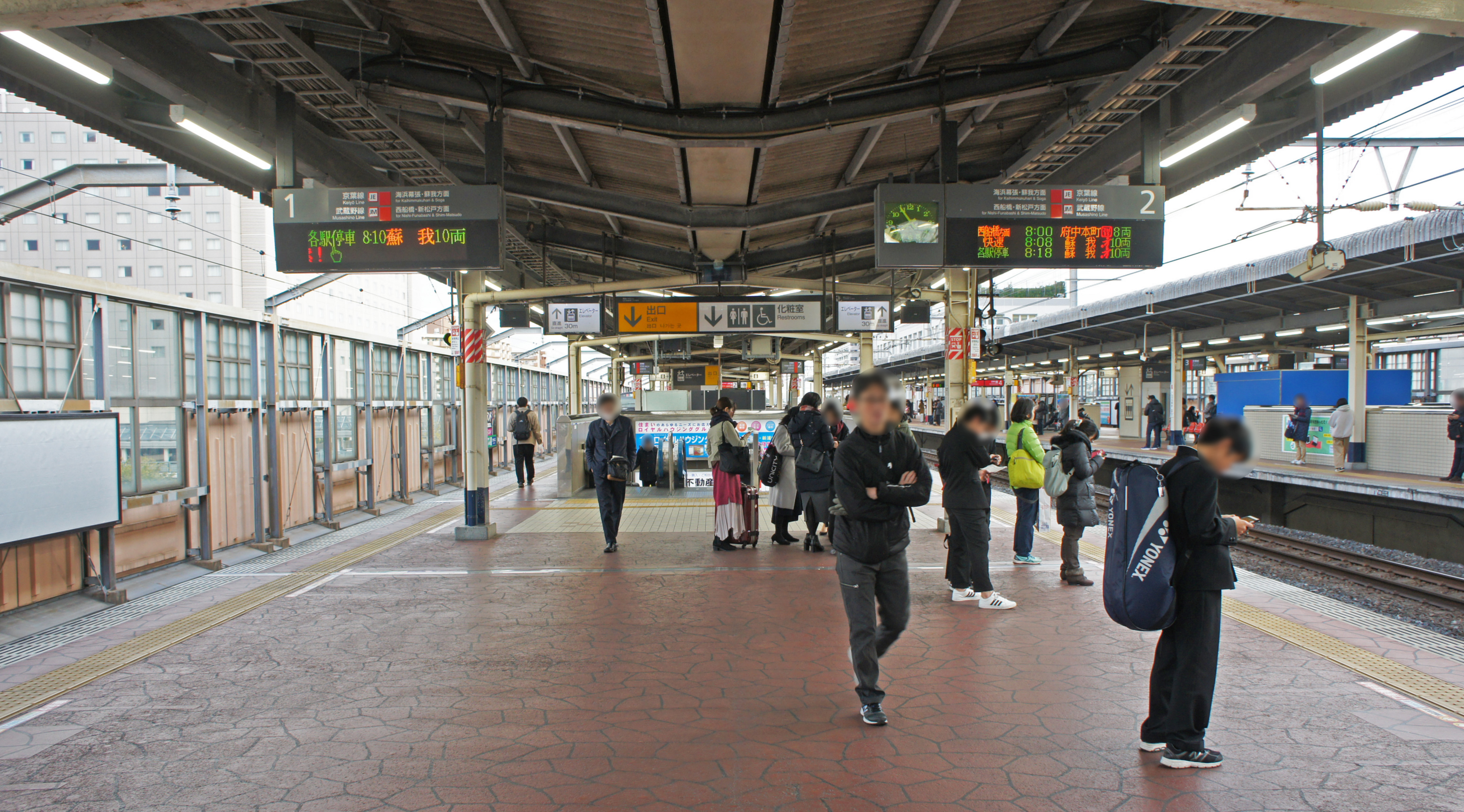
1・2番線ホーム（2019年12月）
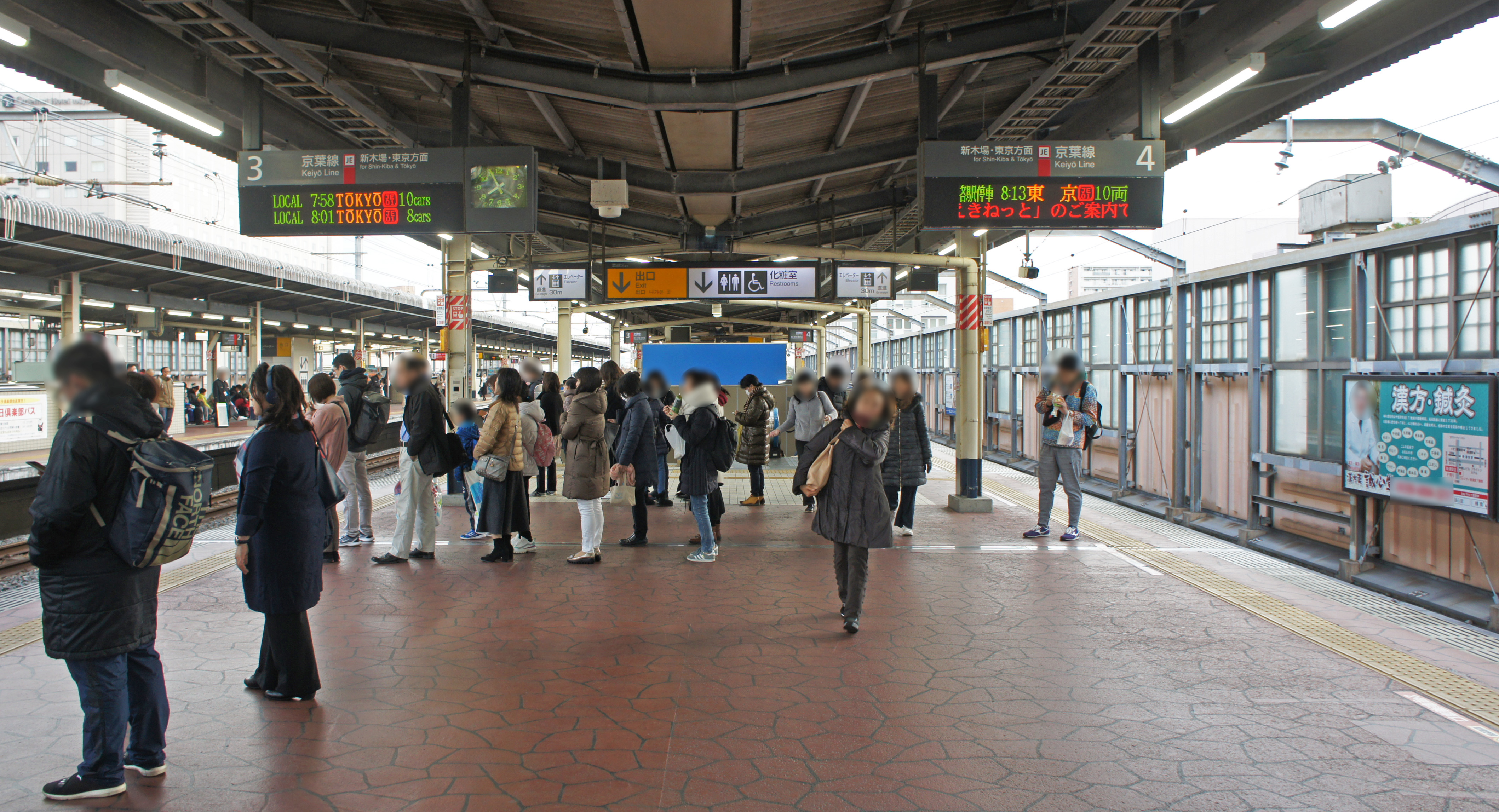
3・4番線ホーム（2019年12月）

### 待避線
当駅の1・4番線は各駅停車の快速の待ち合わせや特急の通過待ちで使われている。また、東京駅 - 当駅間では緩急接続が行われる駅はない。
- 日中の下り、一部の各駅停車が快速の待ち合わせを行う。
- 平日の日中は特急の前を走る各駅停車の多くが当駅で特急の通過待ちを行う。平日日中の上下線及び土曜・休日日中の上りは当駅で快速の待ち合わせを行わないが、平日朝の上りや土曜・休日の下りは当駅で快速の待ち合わせを行う（各駅停車海浜幕張行が1番線に到着した後に、快速蘇我（毎時1本は上総一ノ宮）行が2番線に到着する）。

| 運転番線 | 営業番線 | ホーム | 東京方面着発 | 西船橋・蘇我方面着発 | 備考       |
| -------- | -------- | ------ | ------------ | -------------------- | ---------- |
| 1        | 1        | 10両分 | 到着可       | 出発可               |            |
| 2        | 2        | 10両分 | 到着可       | 出発可               | 下り主本線 |
| 3        | 3        | 10両分 | 出発可       | 到着可               | 上り主本線 |
| 4        | 4        | 10両分 | 出発可       | 到着可               |            |

- 主本線を発着する場合は通過が可能。

（出典：青木義雄（東日本旅客鉄道運輸車両部輸送課）「JR武蔵野線・京葉線の輸送と運転」『鉄道ピクトリアル』第52巻第8号（通巻720号）、電気車研究会、2002年8月1日、44頁、ISSN 0040-4047。）

## 利用状況
2023年（令和5年）度の1日平均乗車人員は50,380人である。
京葉線内では東京駅、西船橋駅を除けば舞浜駅、新木場駅、海浜幕張駅に次ぎ第4位（JR東日本全体では関内駅に次いで87位）で、乗車人員が年々増加し、2005年度には5万人を超えたが、2011年度には減少し、海浜幕張駅に抜かれた。浦安市内では浦安駅（東京メトロ東西線）より乗降人員が多く、特急が停まる蘇我駅よりも乗降客が多い（特急は当駅通過）。

### 年度別1日平均乗車人員（1988年 - 2000年）
開業以降の1日平均乗車人員の推移は下表の通りである。
| 年度               | 1日平均乗車人員 | 1日平均乗車人員 | 1日平均乗車人員 | 出典              |
| 年度               | 定期外          | 定期            | 合計            | 出典              |
| ------------------ | --------------- | --------------- | --------------- | ----------------- |
| 1988年（昭和63年） | 4,203           | 8,840           | 13,043          | [ 千葉県統計 1 ]  |
| 1989年（平成元年） | 4,199           | 13,232          | 17,431          | [ 千葉県統計 2 ]  |
| 1990年（平成02年） | 7,121           | 18,601          | 25,722          | [ 千葉県統計 3 ]  |
| 1991年（平成03年） | 7,977           | 21,649          | 29,626          | [ 千葉県統計 4 ]  |
| 1992年（平成04年） | 8,586           | 24,380          | 32,966          | [ 千葉県統計 5 ]  |
| 1993年（平成05年） | 9,374           | 26,552          | 35,926          | [ 千葉県統計 6 ]  |
| 1994年（平成06年） | 9,419           | 27,714          | 37,133          | [ 千葉県統計 7 ]  |
| 1995年（平成07年） | 10,331          | 28,923          | 39,254          | [ 千葉県統計 8 ]  |
| 1996年（平成08年） | 11,141          | 29,643          | 40,784          | [ 千葉県統計 9 ]  |
| 1997年（平成09年） | 11,213          | 29,567          | 40,780          | [ 千葉県統計 10 ] |
| 1998年（平成10年） | 11,657          | 29,624          | 41,281          | [ 千葉県統計 11 ] |
| 1999年（平成11年） | 11,901          | 29,961          | 41,862          | [ 千葉県統計 12 ] |
| 2000年（平成12年） | 12,567          | 30,590          | 43,157          | [ 千葉県統計 13 ] |

### 年度別1日平均乗車人員（2001年以降）
| 年度               | 1日平均乗車人員 | 1日平均乗車人員 | 1日平均乗車人員 | 出典              |
| 年度               | 定期外          | 定期            | 合計            | 出典              |
| ------------------ | --------------- | --------------- | --------------- | ----------------- |
| 2001年（平成13年） | 12,917          | 31,663          | 44,580          | [ 千葉県統計 14 ] |
| 2002年（平成14年） | 13,004          | 32,476          | 45,480          | [ 千葉県統計 15 ] |
| 2003年（平成15年） | 13,529          | 34,209          | 47,738          | [ 千葉県統計 16 ] |
| 2004年（平成16年） | 13,864          | 35,207          | 49,071          | [ 千葉県統計 17 ] |
| 2005年（平成17年） | 14,447          | 36,335          | 50,782          | [ 千葉県統計 18 ] |
| 2006年（平成18年） | 15,331          | 37,080          | 52,411          | [ 千葉県統計 19 ] |
| 2007年（平成19年） | 15,855          | 38,081          | 53,936          | [ 千葉県統計 20 ] |
| 2008年（平成20年） | 16,002          | 39,085          | 55,087          | [ 千葉県統計 21 ] |
| 2009年（平成21年） | 15,505          | 39,219          | 54,724          | [ 千葉県統計 22 ] |
| 2010年（平成22年） | 15,333          | 39,446          | 54,779          | [ 千葉県統計 23 ] |
| 2011年（平成23年） | 14,951          | 38,704          | 53,655          | [ 千葉県統計 24 ] |
| 2012年（平成24年） | 15,611          | 38,904          | 54,516          | [ 千葉県統計 25 ] |
| 2013年（平成25年） | 15,913          | 39,252          | 55,165          | [ 千葉県統計 26 ] |
| 2014年（平成26年） | 15,829          | 38,028          | 53,858          | [ 千葉県統計 27 ] |
| 2015年（平成27年） | 16,133          | 38,823          | 54,926          | [ 千葉県統計 28 ] |
| 2016年（平成28年） | 16,216          | 39,512          | 55,729          | [ 千葉県統計 29 ] |
| 2017年（平成29年） | 16,798          | 39,663          | 56,462          | [ 千葉県統計 30 ] |
| 2018年（平成30年） | 17,419          | 39,839          | 57,258          | [ 千葉県統計 31 ] |
| 2019年（令和元年） | 17,033          | 40,126          | 57,160          | [ 千葉県統計 32 ] |
| 2020年（令和2年）  | 10,853          | 28,524          | 39,377          |                   |
| 2021年（令和3年）  | 13,402          | 29,117          | 42,520          |                   |
| 2022年（令和4年）  | 16,608          | 30,774          | 47,382          |                   |
| 2023年（令和5年）  | 17,995          | 32,385          | 50,380          |                   |

## 駅周辺

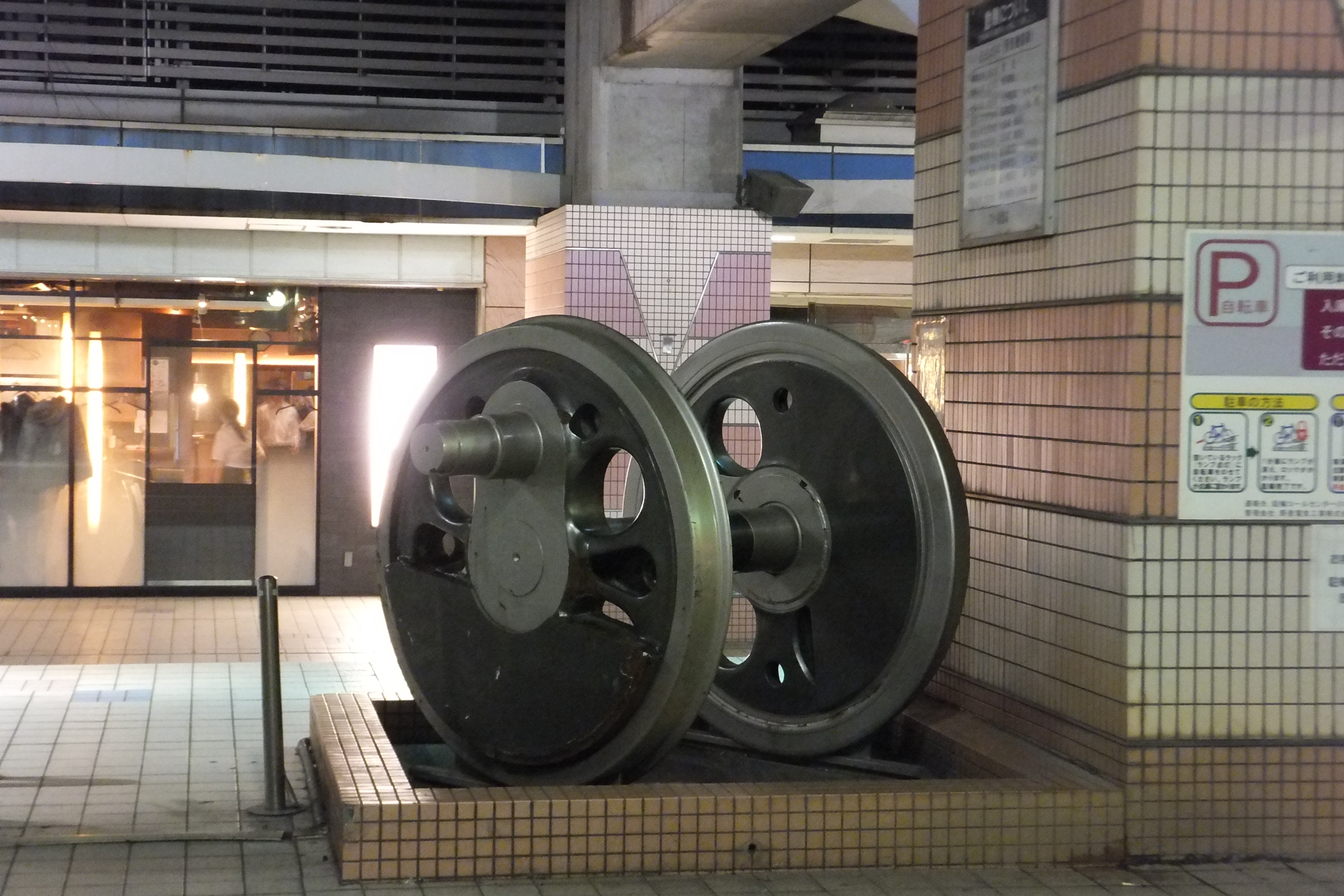
アトレ東側玄関近くにあったD51 484号機の動輪。橋脚補強工事の際、撤去され現在は東北本線蓮田駅の西口広場に移設され保存展示中（2012年2月）。

イオン新浦安ショッピングセンター（旧称・ショッパーズプラザ新浦安）やMONA新浦安（エイムクリエイツによる運営）、アトレ新浦安（駅高架下）などの商業施設や、NBF新浦安タワー（旧称・明治安田生命新浦安ビル→新浦安センタービルディング）などのオフィスビルを中心に、都市再生機構（UR都市機構、旧：都市基盤整備公団）や民間によるマンション群が整然と区画された計画都市然とした街並みが広がり、国土交通省の都市景観100選にも選定されるなど、不動産の価格も高い人気の住宅地である。旧来からの中心であった東京メトロ東西線の浦安駅周辺地区に代わる浦安の新しい玄関口として、市民の日常生活のみならず、ビジネスの中心ともなっている。
また、東京ディズニーリゾートへ1駅という利便性から観光客の利用も多く、1993年開業の浦安ブライトンホテル、1996年開業のオリエンタルホテル東京ベイ、2005年開業のホテルエミオン東京ベイ、2007年開業の三井ガーデンホテルプラナ東京ベイの新浦安地区の4つのホテルは『東京ディズニーリゾート・パートナーホテル』として、東京ディズニーリゾートのゲスト特典がある。また、2016年開業の東京ディズニーセレブレーションホテル（旧パーム&ファウンテンテラスホテル）については『東京ディズニーリゾート・ディズニーホテル』に指定されている。2011年の東北地方太平洋沖地震（東日本大震災）によって、この一帯でも液状化現象によって大きな被害が発生し、以上の施設や以下に挙げられる施設にも影響が出た。
- 新浦安駅前プラザ マーレ
- 千葉県警浦安警察署
- 順天堂大学医学部附属浦安病院
- 浦安マリナイースト21

学校
- 明海大学 浦安キャンパス
- 順天堂大学 浦安キャンパス、浦安・日の出キャンパス
- SBC東京医療大学
- 千葉県立浦安南高等学校
- 東京学館浦安高等学校
- 東海大学付属浦安高等学校・中等部

商業施設
- イオン新浦安ショッピングセンター
- MONA新浦安
- ケーズデンキ
- DCM
- ニューコースト新浦安
- フォルテ新浦安

## バス路線

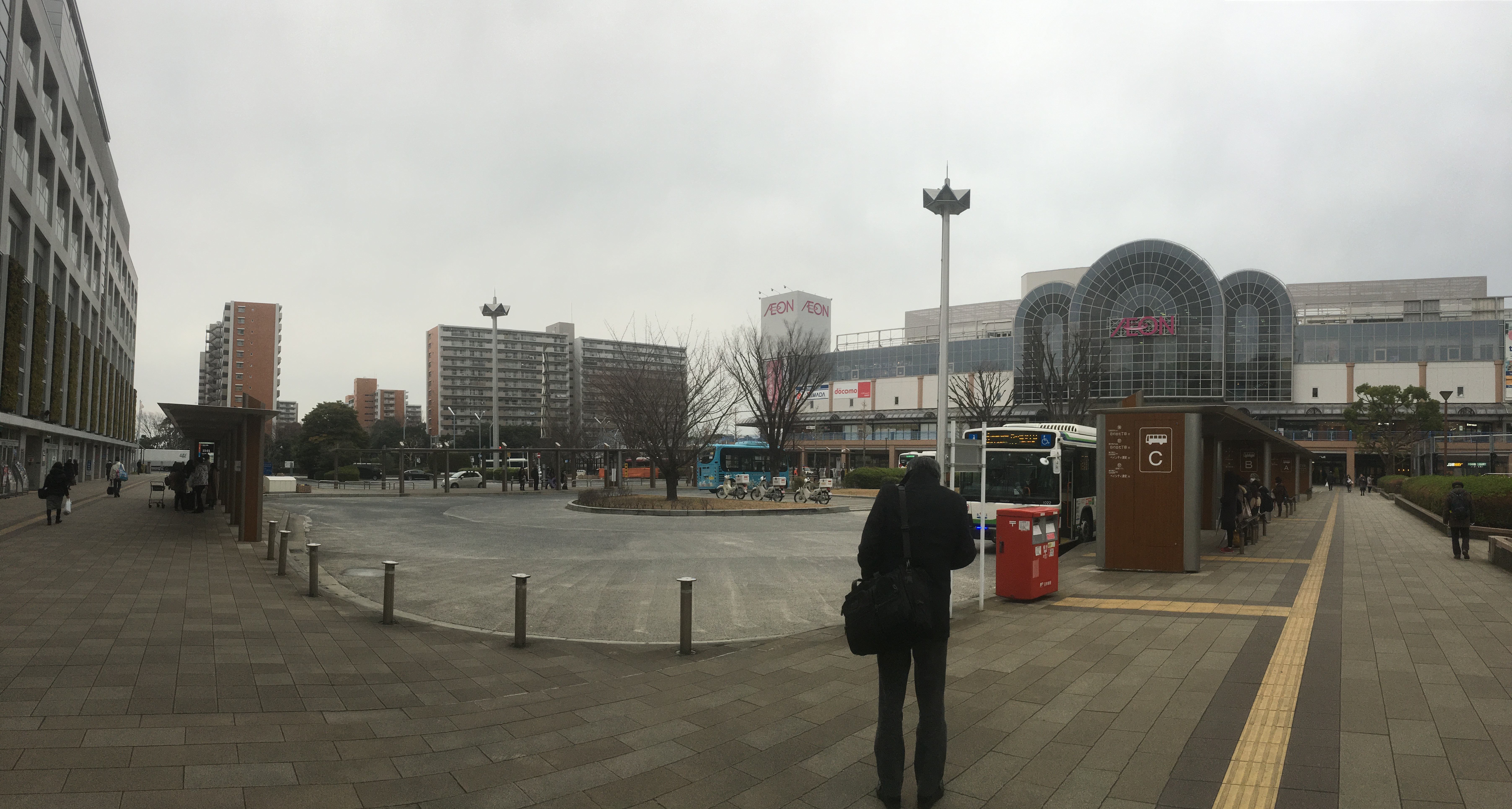
バスターミナル

バスターミナルは南口に設置している。のりばのAからFまでは東京ベイシティ交通が運行するもので占められる。一部の系統は北口（若潮通り・浦安ブライトンホテル付近）にも停車する。
東京駅・秋葉原駅への高速バスは新浦安駅近隣のホテルに発着するが、駅、バスターミナルには乗り入れない。
また、バスタ新宿（東京空港交通）、新橋駅・有楽町駅・東京駅八重洲口からの深夜急行バスは北口に到着する。

### 新浦安駅（バスターミナル）
| のりば | 運行事業者                              | 系統・行先 |
| ------ | --------------------------------------- | --- |
| 0      | おさんぽバス （浦安市コミュニティバス） | 医療センター線・舞浜線・じゅんかい線つつじルート・じゅんかい線いちょうルート：新浦安駅                                 |
| A      | 東京ベイシティ交通                      | - 系統1：新浦安駅（北栄循環） / 浦安駅入口 - 系統5：浦安駅入口                                                         |
| B      | 東京ベイシティ交通                      | - 系統14：舞浜駅 / 千鳥車庫 - 系統22：千鳥車庫 - 系統24：新浦安駅（富士見循環） - 系統38：新浦安駅（クオン新浦安循環） |
| C      | 東京ベイシティ交通                      | - 系統16：日の出七丁目 - 系統17：日の出七丁目 / ベイシティ浦安（深夜バス）                                             |
| D      | 東京ベイシティ交通                      | - 系統3：浦安駅入口 / 総合公園 - 系統11：浦安駅入口 / 総合公園 / 日の出南                                              |
| E      | 東京ベイシティ交通                      | - 系統15・系統18：高洲海浜公園 - 系統28：高洲海浜公園                                                                  |
| F      | 東京ベイシティ交通                      | - 系統10：みなと南 - 系統19：高洲海浜公園                                                                              |
| G      | 京成バス千葉ウエスト                    | 浦安03：本八幡駅南口                                                                                                   |
| G      | 京成バス                                | 瑞75：南行徳駅 / 江戸川スポーツランド                                                                                  |

### 新浦安駅（シンボルロード）
| のりば | 運行事業者                                     | 系統・行先                                           |
| ------ | ---------------------------------------------- | ---------------------------------------------------- |
| H      | - 東京ベイシティ交通 - 東京空港交通            | 高速：羽田空港                                       |
| H      | - 東京ベイシティ交通 - 東京空港交通 - 千葉交通 | 高速：成田空港                                       |
| H      | 東京ベイシティ交通                             | - 系統3・系統11・系統18：浦安駅入口 - 系統23：舞浜駅 |

### 新浦安駅北口
| のりば | 運行事業者                              | 系統・行先                                                                                              |
| ------ | --------------------------------------- | --- |
| J      | 東京ベイシティ交通                      | - 系統2・系統14・系統23：舞浜駅 - 系統5：浦安駅入口 - 系統22：千鳥車庫 - 系統24：新浦安駅（富士見循環） |
| J      | おさんぽバス （浦安市コミュニティバス） | 舞浜線：新浦安駅                                                                                        |
| L      | 東京ベイシティ交通                      | - 系統5・系統14・系統22・系統24：新浦安駅 - 系統23：総合公園                                            |
| K      | 東京ベイシティ交通                      | 系統2：浦安駅入口                                                                                       |
| K      | おさんぽバス                            | 舞浜線：新浦安駅                                                                                        |

## 隣の駅
東日本旅客鉄道（JR東日本）
 京葉線
■快速
舞浜駅 (JE 07) - 新浦安駅 (JE 08) - 南船橋駅 (JE 11)
■各駅停車（武蔵野線直通含む）
舞浜駅 (JE 07) - 新浦安駅 (JE 08) - 市川塩浜駅 (JE 09)

#### 広報資料・プレスリリースなど一次資料
1. ↑  “Suicaご利用可能エリアマップ（2001年11月18日当初）” (PDF).   東日本旅客鉄道. 2019年7月27日時点のオリジナルよりアーカイブ。2020年4月28日閲覧。

#### 利用状況に関する資料
JR東日本の1999年度以降の乗車人員
1. 1 2 3 4 5  各駅の乗車人員（2023年度） - JR東日本
2. ↑  各駅の乗車人員（1999年度） - JR東日本
3. ↑  各駅の乗車人員（2000年度） - JR東日本
4. ↑  各駅の乗車人員（2001年度） - JR東日本
5. ↑  各駅の乗車人員（2002年度） - JR東日本
6. ↑  各駅の乗車人員（2003年度） - JR東日本
7. ↑  各駅の乗車人員（2004年度） - JR東日本
8. ↑  各駅の乗車人員（2005年度） - JR東日本
9. ↑  各駅の乗車人員（2006年度） - JR東日本
10. ↑  各駅の乗車人員（2007年度） - JR東日本
11. ↑  各駅の乗車人員（2008年度） - JR東日本
12. ↑  各駅の乗車人員（2009年度） - JR東日本
13. ↑  各駅の乗車人員（2010年度） - JR東日本
14. ↑  各駅の乗車人員（2011年度） - JR東日本
15. 1 2 3  各駅の乗車人員（2012年度） - JR東日本
16. 1 2 3  各駅の乗車人員（2013年度） - JR東日本
17. 1 2 3  各駅の乗車人員（2014年度） - JR東日本
18. 1 2 3  各駅の乗車人員（2015年度） - JR東日本
19. 1 2 3  各駅の乗車人員（2016年度） - JR東日本
20. 1 2 3  各駅の乗車人員（2017年度） - JR東日本
21. 1 2 3  各駅の乗車人員（2018年度） - JR東日本
22. 1 2 3  各駅の乗車人員（2019年度） - JR東日本
23. 1 2 3  各駅の乗車人員（2020年度） - JR東日本
24. 1 2 3  各駅の乗車人員（2021年度） - JR東日本
25. 1 2 3  各駅の乗車人員（2022年度） - JR東日本

JRの統計データ
1. 1 2  浦安市統計書 - 浦安市
2. 1 2  千葉県統計年鑑 - 千葉県

千葉県統計年鑑
1. ↑  平成元年
2. ↑  平成2年
3. ↑  平成3年
4. ↑  平成4年
5. ↑  平成5年
6. ↑  平成6年
7. ↑  平成7年
8. ↑  平成8年
9. ↑  平成9年
10. ↑  平成10年
11. ↑  平成11年
12. ↑  平成12年
13. ↑  平成13年
14. ↑  平成14年
15. ↑  平成15年
16. ↑  平成16年
17. ↑  平成17年
18. ↑  平成18年
19. ↑  平成19年
20. ↑  平成20年
21. ↑  平成21年
22. ↑  平成22年
23. ↑  平成23年
24. ↑  平成24年
25. ↑  平成25年
26. ↑  平成26年
27. ↑  平成27年
28. ↑  平成28年
29. ↑  平成29年
30. ↑  平成30年
31. ↑  令和元年
32. ↑  令和2年